# Jeceaba
Jeceaba là một đô thị thuộc bang Minas Gerais, Brasil. Đô thị này có diện tích 235,603 km², dân số năm 2007 là 5892 người, mật độ 23,3 người/km².